# 万发屯站
万发屯站位于中国黑龙江省哈尔滨市巴彦县万发镇，是滨北铁路沿线车站，建于1928年。本站目前办理客运货运和危险货物业务，为四等站。